# Anderson Costa Cabido
Anderson Costa Cabido (Belo Horizonte, 17 de abril de 1971) é um administrador, professor e político brasileiro, filiado ao Partido Socialista Brasileiro (PSB). Casado com Stela Maris Coutinho Cabido, pai de dois filhos, André Coutinho Cabido e Felipe Coutinho Cabido.

## Trajetória política
Ex-prefeito de Congonhas por dois mandatos consecutivos (2005-2012) pelo PT – Partido dos Trabalhadores. Durante o seu mandato conduziu o município e a região do Alto Paraopeba a grandes avanços sociais e econômicos. Diante de uma grave crise de emprego e de insolvência da prefeitura, gerou mais de 30 mil empregos durante o mandato, algo extremamente relevante para um município que possuía 45 mil habitantes e com um índice que se aproximava dos 25% de desemprego. 
A prefeitura, fortemente endividada, rapidamente se recuperou e através de medidas importantes de fortalecimento da capacidade institucional passou a oferecer aos servidores os melhores salários da região, com melhoria significativa do desempenho das equipes e grande ampliação da capacidade de investimento. Essas ações colocaram Congonhas em posição de destaque no cenário nacional, sendo considerada por diversas instituições, como a Fundação João Pinheiro, a Federação das Indústrias do Estado do Rio de Janeiro e a Revista IstoÉ como uma das cidades mais bem administradas do Brasil.
A economia de Congonhas cresceu 480% e a arrecadação da prefeitura cresceu mais de 5 vezes no período em que esteve à frente do município. Esses números superam em muito o que aconteceu na média dos demais municípios brasileiros, da região e mineradores. Ao longo do seu mandato políticas públicas inovadoras e estruturantes foram implantadas, proporcionando o alcance de resultados altamente relevantes como a eliminação da extrema pobreza, a quase erradicação do analfabetismo, a redução da mortalidade infantil e da mortalidade materna, a melhoria dos indicadores da educação básica e a forte ampliação do acesso à educação profissionalizante e ao ensino superior. Problemas históricos de infraestrutura foram resolvidos com a urbanização completa e de qualidade de mais de 25 bairros e a minimização dos problemas de enchentes e de alagamentos com o programa Caminho das Águas. A região central e o Sítio Histórico receberam grandes investimentos, viabilizados com ousadia e criatividade, implantando o Projeto Congonhas Mais Bonita, o cabeamento subterrâneo da rede elétrica e lógica, a recuperação de imóveis históricos públicos e privados e a criação do Museu de Congonhas.
A Universidade Federal de São João Del Rei – UFSJ e o Instituto Federal de Minas Gerais – IFMG foram levados para Congonhas visando criar novas vocações econômicas de “infinitas safras” para diminuir a dependência da mineração, sendo criado, a partir de então, o Centro Tecnológico do Alto Paraopeba e lançada a semente do Parque Tecnológico do Alto Paraopeba.
No âmbito da legislação, o Governo também foi altamente inovador, implementando políticas inéditas para a maioria dos municípios à época, como a Lei de Preservação do Sítio Histórico, o Estatuto Municipal da Micro e Pequena Empresa texto, o Código Municipal Ambiental, além de muitos outros incluindo um arrojado e diferenciado Plano Diretor que ajudou Congonhas a enfrentar seus graves problemas de desorganização da malha urbana e de crescimento desordenado. 
Com grande participação e engajamento social, fortalecimento das instituições da sociedade civil e dos conselhos municipais de políticas públicas, com a criação dos grêmios estudantis, com o orçamento participativo e com as dezenas de conferências municipais de políticas públicas, o município viveu grande momento de efervescência social e cultural. Congonhas chegou a ser reconhecida como a 6ª cidade em qualidade de vida no estado e a 2ª que mais de desenvolveu economicamente em Minas Gerais em 2007 e a cidade mais bem administrada do país ao longo do decênio 2004-2013 (Revista Istoé).